# El Anatsui

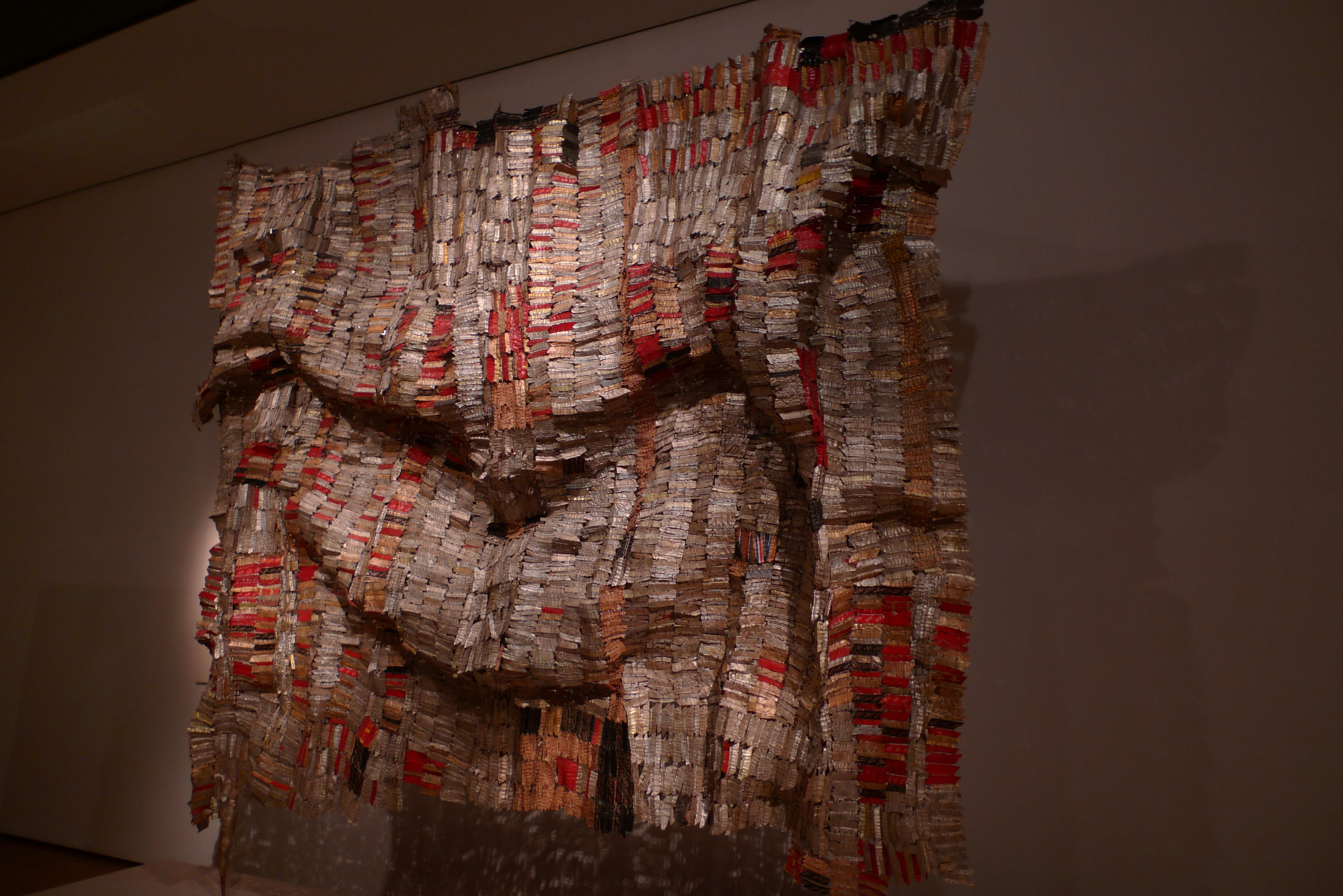
Man's Cloth av El Anatsui

El Anatsui, född 4 februari 1944 i Anyako, är en ghanansk skulptör och installationskonstnär, verksam huvudsakligen i Nigeria. 
El Anatsui utbildade sig på College of Art på Kwame Nkrumah University of Science and Technology i Kumasi i Ghana.  Han började undervisa på University of Nigeria i Nsukka 1975 och har varit knuten till den nigerianska konstnärsgruppen Nsukka.
El Anatsui arbetar i trä, lera och metall och gör bland annat föremål som baseras på traditionella trosföreställningar i Ghana. Han sågar trä med motorsåg och svärtar det med gasbrännare. På senare tid har han gjort installationer, ofta av förpackningar i plåt.

## Utmärkelser
El Anatsui medverkade i Venedigbiennalen 1990 samt 2007. Han fick 2015 Venedigbiennalens Gyllene lejon för livslångt arbete.
År 2017 erhöll han Praemium Imperiale